# Чишми (присілок)
Чишми́ (рос. Чишмы, башк. Шишмә) — присілок у складі Міякинського району Башкортостану, Росія. Входить до складу Уршакбашкарамалинської сільської ради.
Населення — 25 осіб (2010; 32 в 2002).
Національний склад:
- татари — 75%